# 갈릭군

토성의 위성 갈릭군 애니메이션
토성
알비오릭스·
베비온·
에리아푸스·
타르보스

갈릭군(Gallic group)은 토성의 역행 운동 불규칙 위성의 동적 그룹이다. 궤도 경사는 35~40도 사이이며 궤도 이심률은 약 0.53이다.
국제천문연맹(IAU)은 이들 위성들의 이름을 켈트 신화(Gallic mythology)에서 취했다.
2019년까지 이 그룹의 4개의 멤버들이 발견되었다.
- 알비오릭스
- 베비온
- 에리아푸스
- 타르보스

## 같이 보기
- 위성 목록